# St. Andrews (Australia)
St. Andrews – miasto w Australii, w stanie Wiktoria.